# Держава Дуннін
Держава Дуннін — династична морська держава, яка керувала частиною південно-західного Тайваню та островами архіпелагу Пенху між 1661 і 1683 роками. Британцям того часу відома як Тайвань.
Це перша китайська за етнічним походженням держава в історії Тайваню. На вершині морської могутності Королівство різною мірою домінувало в прибережних регіонах Південно-Східного Китаю та контролювало основні морські шляхи в обох Китайських морях, а його величезна торгова мережа простягалася від Японії до Південно-Східної Азії.
Королівство було засновано Чжен Ченгуном (Коксінґа) після знищення Голландської Формози на Тайвані. Чжен сподівався відновити династію Мін у материковому Китаї, хоча держава Мін на півдні Китаю була поступово завойована маньчжурською династією Цін. З часом династія Чжен використовувала острів Тайвань як військову базу для спроб поновити на троні материкового Китаю династію Мін, яка у свою чергу ставила за мету відвоювати територію Китаю на материку в династії Цін. Під правлінням Чжен Тайвань пройшов процес китайізації, намагаючись консолідувати останній оплот ханьського опору проти вторгнення маньчжурів. До анексії Тайваня династією Цін у 1683 році королівством правили спадкоємці Коксінґа, і період правління іноді називають правління династії Коксінґа або династії Чжен.

## Походження назви
Державу Дуннін іноді називають династією Чжен, королівство клану Чжен або Королівство Яньпін (назва пов'язана із спадковим титулом Коксінґа «Принц Яньпін», який був подарований імператором Чжу Юланом з династії Південна Мін).
Коксінґа спочатку називав Тайвань Дунду (кит. буквально «східна столиця»). У 1664 році його син і наступник Чжен Цзін перейменував його в Дуннін (кит. буквально «Східне умиротворення»). Ця зміна назви відображає намір Цзіна назавжди закріпити свою владу на Тайвані, адже зі стратою імператора Чжу Юланя у 1666 році військами династії Цін згасла остання надія на повернення з Тайваня до столиці Китаю.

## Історія

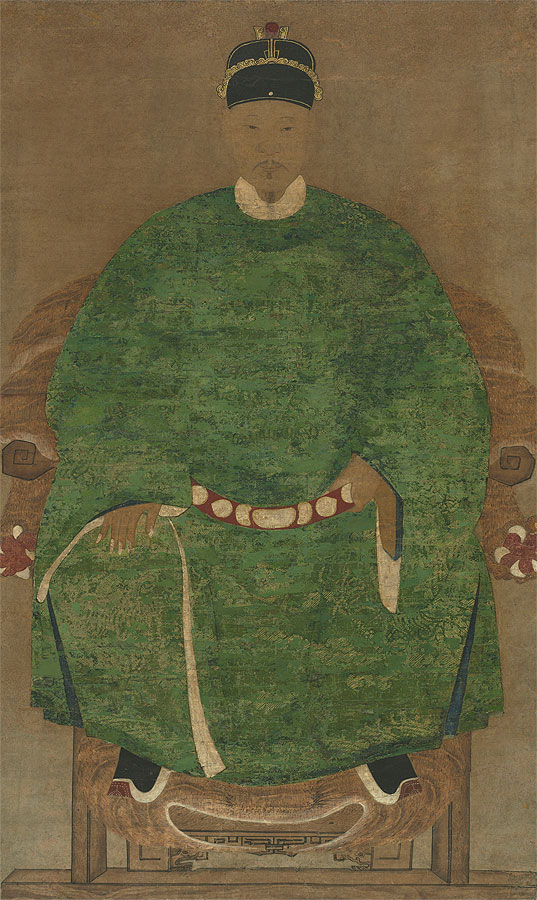
Портрет Коксінґа (Guoxingye або «Kok seng ia» південною фуцзяньською мовою) середини XVII століття, «Володар імператорського прізвища»

### Війна династій Мін і Цін
Держава Дуннін створювалася з метою відновлення влади династії Мін, яку очолював Чжен Ченгун, відомий у голландських джерелах як Коксінґа, син колишнього пірата, а потім генерала, Чжен Чжілуна. Після примирення Чжілуна з династією Мін він переніс свою штаб-квартиру з Тайваня в Фуцзянь. Попри це він продовжував підтримувати зв'язки із 30 тис. фуцзяньцами, яким він раніше допоміг оселитися на Тайвані зі схвалення династії Мін, хоча це і полегшувало встановлення панування Голландії над Тайванем. З часом Чжілун уже контролював значну частину Фуцзяня, керуючи торгівлею та збираючи податки як у Сямень, так і на Тайвані. У 1640 році Чжілун став військовим командиром провінції Фуцзянь . Його син Чжен Ченгун провів перші сім років свого життя в Японії зі своєю матір'ю, Таґавою Мацу, а потім отримав освіту в 15 років в школі в Фуцзяні. Після цього він поїхав до Нанкіна, щоб навчатися в Імператорській академії.
У 1644 році на материковому Китаї війська династії Цін під керівництвом маньчжурів прорвалися через Шанхайський перевал та швидко розгромили армію династії Мін. У тому ж році Ченгун і його послідовники оголосили про свою вірність династії Мін, і йому було присвоєно титул Гуосін'є, або Захисник імперії, що південнофуцзяньською мовою вимовляється як «Кок сенг іа», від якого походить Коксінґа. Його батько Чжілун допомагав імператору Чжу Юйцзяню у військовій експедиції в 1646 році, але тоді Юйцзяня схопили і стратили. Фулінь, правитель династії Цін, запропонував кільком високопоставленим посадовцям і воєначальникам династії Мін примиритися в обмін на припинення діяльності опору. У листопаді 1646 року Чжілун оголосив про перехід на сторону династії Цин і прожив решту свого життя під домашнім арештом у Пекіні.
Чжен Ченгун продовжив опір цинам із порту Сямень, який у 1654 році отримав назву «Титульна префектура Мін». У 1649 році Ченгун здобув контроль над портом Цюаньчжоу, але згодом втратив контроль над ним. Подальші спроби відвоювати території зазнавали також невдач. У 1650 році він запланував великий наступ на північ з Гуандуна разом з прихильниками династії Мін у Гуансі . Правитель династії Цін розгорнув велику армію в цьому районі, і Ченгун вирішив ризикнути, переправивши свою армію в обхід вздовж узбережжя, але шторм завадив його діям. Після цього Фулінь розпочав несподіваний наступ на порт Сямень, змусивши Ченгуна повернутися з узбережжя, щоб захистити його. З 1656 р. по 1658 р. Ченгун планував взяти Нанкін . Влітку 1658 року він завершив приготування і відплив зі своїм флотом, але шторм змусив його повернутися назад. 7 липня 1659 року флот Ченгуна знову відплив, а 24 серпня його армія уже оточила Нанкін. Цінське підкріплення прибуло і розбило армію Ченгуна, змусивши його з військами відступити до Сяменя, причому тисячі солдатів були вбиті або потрапили в полон. У 1660 році Фулінь розпочав переселяти населення, що проживало на узбережжі, щоб послабити армію Ченгуна.

### Торгівельна війна з голландцями
Протягом більшої половини 1640-х і початку 1650-х років Чжен Ченгун мав нормальні стосунки з Голландською Ост-Індською компанією (VOC), хоча під час заворушення Го Хуаї проти голландців повстанці очікували на допомогу Коксінґа. Деякі чиновники Голландської Ост-Індської компанії вважали, що повстання було спровоковано самим Ченгуном. Єзуїти розказали голландцям, що Чжен розглядає Тайвань як нову військову базу для відвоювання материкового Китаю. Навесні 1655 року китайські кораблі із шовком не прибули на Тайвань. Представники Голландської Ост-Індської компанії підозрювали, що це сталося через війну династій Мін і Цін, але інші вважали, що це був навмисний план Чжена, щоб завдати їм торгівельних втрат. Компанія відправила агентів до Пенху, щоб перевірити, чи Чжен готує там війська, але вони нічого не знайшли. Була посилена оборона форту Зеландія. За словами європейських і китайських торговців, Чжен мав 300 000 чоловік і 3 000 джонок. У 1655 році губернатор Тайваню отримав листа від Чжена, в якому він ображав голландців, називаючи їх «більш схожими на тварин, ніж на християн» і називаючи китайців на Тайвані своїми підданими. Він наказав їм припинити торгівлю з іспанцями. Чжен надіслав листа безпосередньо китайським лідерам на Тайвані, а не голландській владі, заявивши, що він не дозволить своїм джонкам торгувати на Тайвані, якщо голландці не гарантуватимуть йому безпеку від своїх нападів у Південно-Східній Азії. Щоб отримати кошти для своїх військових дій, Чжен розширив зовнішню торгівлю, відправляючи джонки в Японію, Тонкін, Камбоджу, Палембанг і Малаку. Голландці послали невеликий флот до портів Південно-Східної Азії, щоб перехопити джонки Чжена. Була захоплена незначна кількість торгових суден і лиш на деяких виявили прянощі, які конфіскували. Усвідомлюючи можливі наслідки голландці запропонували союз залишкам династії Мін, але не дійшовши згоди відмовилися.
Тайванська торгівля сповільнилася, і протягом кількох місяців наприкінці 1655 року — на початку 1656 року жодне китайське судно не прибуло до Тайваню. Навіть недорогі товари ставали дефіцитними, і в міру зростання попиту на них вартість місцвих падала. Китайські торговці на Тайвані страждали і тому, що не могли вивозити свою продукцію до Китаю на продаж. Система продажу китайським купцям права торгувати в місцевих селах розвалилася, як і багато інших систем доходів, які збільшували прибутки Голландської Ост-Індської компанії. 9 липня 1656 року джонка під прапором Чжена прибув до форту Зеландія. Він привіз лист для китайців на Тайвані. Чжен писав, що він невдоволений політикою голландців, але оскільки китайці живуть на Тайвані, він дозволив би їм торгувати на китайському узбережжі протягом 100 днів тільки тайванськими товарами. Поки голландці дізналися про зміст листа, текст, щоб був у ньому став відомим китацям усього острова. Китайські купці, які залежали від торгівлі іноземними товарами, почали виїжджати зі своїми сім'ями. Потім один китайський чиновник прибув до Тайваня з документом, на якій була печатка Чжена, і в якому він вимагав перевірити всі джонки на Тайвані та їхній вантаж. Китайські купці відмовлялися купувати іноземні товари Голландської Ост-Індської компанії і навіть продавали власні, куплені в іноземців товари, що призвело до обвалу цін. Незабаром Тайвань позбавився іноземних виробів взагалі.
Ембарго, введене Чженом, завдало шкоди прибуткам Голландської Ост-Індської компанії, припинивши імпорт золота, яке було основним товаром для обміну на товари компанії в Індії. Китайські фермери також постраждали через втечу китайців з Тайваню. Вони не могли експортувати свій рис і цукор, а їхні вклади в поля та робочу силу зійшли нанівець. Багато китайців ледве знаходили собі їжу, тоді як студентам місіонерських шкіл тільки не вистачало китайського паперу. Чиновники Голландської Ост-Індської компанії вважали, що ембарго Чжена було прелюдією до вторгнення. Китайці здебільшого вважали, що це сталося через напади голландців на джонки Чжена і що ембарго не триватиме довго, оскільки воно також завдало шкоди прибуткам Чжена. Китайці надіслали Чжену подарунки та лист із закликом відновити торгівлю з Тайванем, але відповіді не було отримано. Голландці також надсилали листи Чжену через китайського посередника Хе Тінбіна.

### Завоювання Тайваню

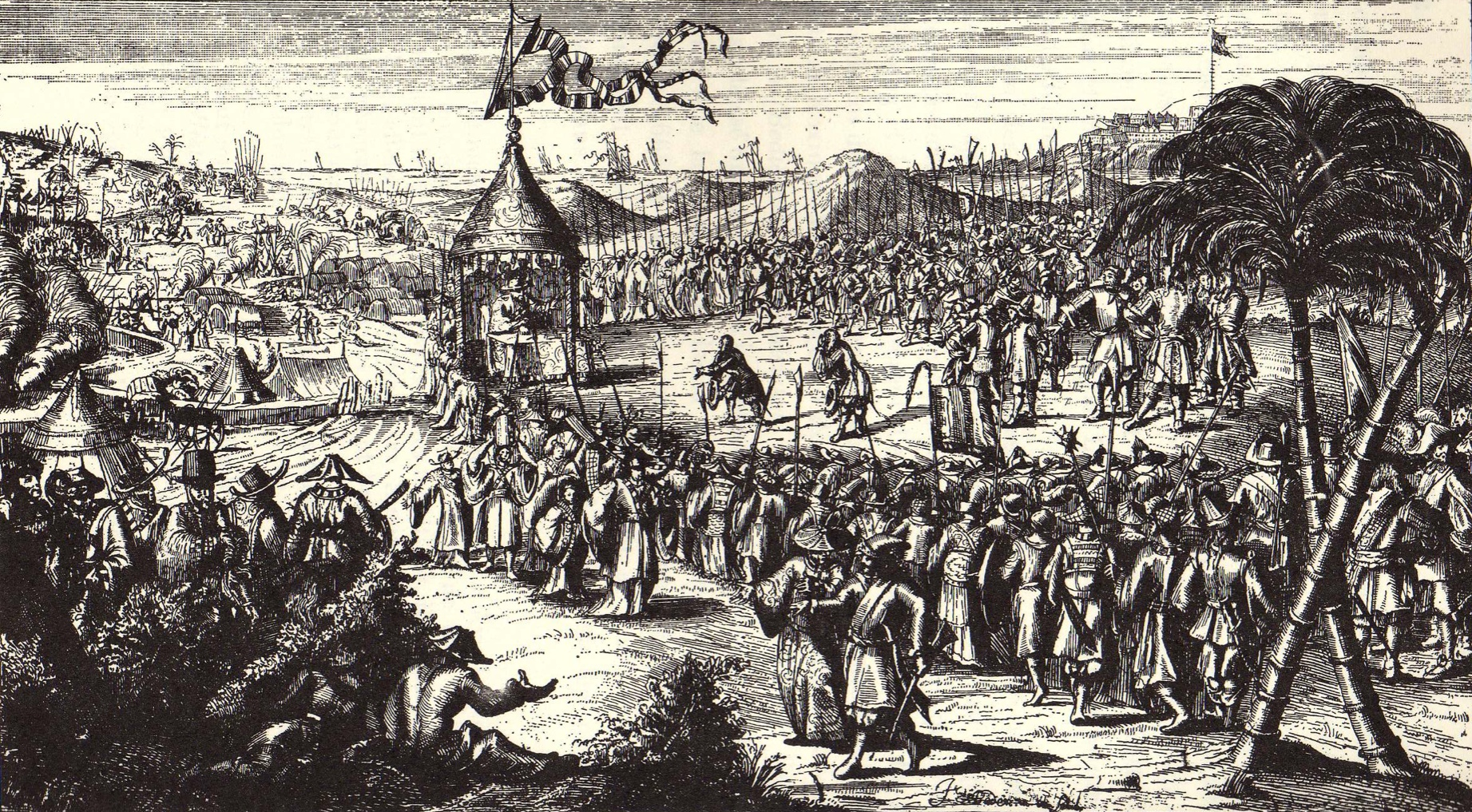
Здача форту Зеландія силам Чжена

Агент Голландської Ост-Індської компанії Хі Бін втік на базу Чжен Ченгуна в Сямень і передав йому карту Тайваню. 23 березня 1661 року війська Чжена відпливли з Цзіньменя з великим флотом із 400 кораблів, на борту яких було близько 25 000 солдатів і матросів. Вони прибули до Пенгу наступного дня, і 30 березня невеликий гарнізон залишили в Пенгу, а основна частина флоту прибула до Тайваня 2 квітня. Сили Чжена розбили гарнізон у 240 голландських солдатів на острові Баксембой у Тайванській затоці. Вони висадилися в бухті Луермен. Три голландські кораблі напали на китайські джонки та знищили кілька, доки їхній головний військовий корабель «Гектор» не вибухнув через гарматну стрілянину поблизу складу з порохом. Решта два кораблі складалися з яхти та меншого військового корабля, які не змогли утримати Чжена від контролю над водами навколо Тайваню. Десант розгромив голландців.
4 квітня форт Провінція здався військам Чжена. 7 квітня армія Чжена оточила форт Зеландія і обстріляла його з 28 гармат. Штурм форту провалився, і багато найкращих солдатів Чжена загинули, після чого він вирішив морити захисників голодом. 28 травня новини про облогу дійшли до Джакарти, і компанія направила флот з 12 кораблів і 700 моряків, щоб допомогти захисникам форта. Підкріплення натрапило на погану погоду, у результаті чого всю команду захопили тубільці та відправили до табору Чжена. Бої між голландськими і чженськими кораблями тривали з липня по жовтень, поли голландці врешті-решт не змогли зняти облогу, втративши кілька кораблів. Вони відступили з двома потопленими кораблями, трьома захопленими меншими кораблями та 130 втратами. У січні 1662 року німецький сержант Ганс Юрген Радіс втік і повідомив військам Чжена про слабкість оборони форту. 12 січня кораблі Чжена почали бомбардування, в той час як сухопутні війська готувалися до штурму. Голландці здалися. Фредерік Коєтт, нідерландський губернатор, уклав угоду, за якою голландці здали фортецю та залишили всі товари та майно компанії. Натомість більшості голландських чиновників, солдатів і цивільних було дозволено виїхати зі своїми особистими речами та припасами та повернутися до Батавії (нинішня Джакарта, Індонезія), поклавши край 38-річному колоніальному правлінню Нідерландів на Тайвані. Однак Чжен утримував у полоні деяких голландських «жінок, дітей і священиків». 9 лютого особовий склад компанії, що залишився у форті Зеландія, покинув Тайвань. Потім Чжен відправився особисто з перевіркою, щоб «побачити своїми очима масштаби та стан свого нового володіння».
Тайванські племена аборигенів, які раніше були в союзі з голландцями проти китайців під час заворушення Го Хуаїв 1652 році, виступили проти голландців під час облоги та перейшли на бік китайських сил Чжена. Аборигени Сінкану перейшли до Чжена після того, як він запропонував їм амністію . Потім вони допомагали китайцям обезголовлювали голландців під час страт. Прикордонні аборигени в горах і рівнинах також здалися і перейшли на бік китайців 17 травня 1661 року, святкуючи своє звільнення від обов'язкової освіти під голландського правління, полюючи на голландців, обезголовлюючи їх і викидаючи на сміття їхні християнські шкільні підручники.
У квітні 1662 року Чжен надіслав послання до Маніли з вимогою щорічної данини. Себаніано Манріке де Лара, іспанський генерал-губернатор Філіппін, відхилив прохання та посилив оборону в очікуванні нападу. Нехристиянське населення Китаю було розсіяно. Чжен оголосив про свій намір завоювати Філіппіни як помсту за погане поводження іспанців з китайськими поселенцями, що також було причиною, яку він використав для нападу на голландський Тайвань. Напруженість спала після смерті Чжен Ченгуна 23 червня, через чотири місяці після закінчення облоги форту Зеландія. Невідомо, як він помер, і розглядаються різні причини, від малярії до пневмонії та дизентерії. Згідно з однією з версій він помер у нападі божевілля, коли його офіцери відмовилися стратити його сина Чжен Цзіна, який мав роман із своєю годувальницею та зачав їй дитину. Чжен став легендарною фігурою в народних казках, і його образ вірного прихильника династії Мін, був шанований навіть імператором Сюаньє династії Цін, який вилучив його ім'я з категорії «морські бандити» і назвав його доблесним прихильником поваленої династії. Китайські націоналісти ХХ-го століття посилалися на Чжен Ченгуна в його патріотизмі і боротьбі проти династії Цін та іноземного впливу.

### Розбудова Держави Дуннін

#### Постійне поселення
Розуміючи, що поразка Цін не відбудеться в короткостроковій перспективі, Чжен Ченгун почав перетворювати Тайвань на тимчасовий, але практичний центр влади підтримки диастії Південної Мін. Ченгун заснував адміністрацію в стилі Мін, яка була першим китайським урядом на Тайвані. Ця система правління була побудована на основі шести міністерств: державної служби, доходів, обрядів, війни, покарань і громадських робіт.  Було використано дещо іншу символіку династії Мін, наприклад, використання терміна гуань замість бу для назви департаментів, оскільки останній був закріплений для центрального уряду, тоді як Тайвань мав бути регіоном законного правління династії Мін. Ченгун перейменував форт Зеландія на Аньпін, а Провінція на Чікань. Місто, що оточує Чікань, стало відомим як Чентянь. 29 травня 1662 року Чікань було перейменовано на «Східну столицю Мін» (Донду Мінцзін). Пізніше «Східна столиця» (Dongdu) була перейменована Чжен Цзіном, сином Ченгуна, на Дуннін, що означає «Східне умиротворення». На Тайвані створено одну префектуру і два повіти (Тяньсін і Ваньнянь).
Чжен Цзін був відданим конфуціанцем і його правління на Тайвані було спробою реформ.  Він мав дуже чітке розуміння того, що таке «китайське» і «варварське». Він ненавидів маньчжурів. У 1657 році він наказав схопити китайця-християнина і погрожував стратити його за те, що той носив зачіску в маньчжурському стилі. Чжен і його міністри часто влаштовували бенкети, де згадували про падіння династії Мін. За словами Чжена, самогубство імператора Чончжень було «найжахливішою дією небаченим з часів древності!»  Чжен звинувачував в некомпетентності прихильників Мін на материку в опорі маньчжурам. Він називав маньчжурів принизливими словами і звинувачував їх у збочених релігійних звичаях, таких як інцест.
Чжен Цзін сумлінно дотримувався встановлених процедур передбачених для чиновників династії Мін, регулярно представляючи звіти та віддаючи належне відсутньому імператору. Чжен Цзін ніколи не відмовлявся від атрибутів правління Мін, таких як використання календаря Юнлі, вчому і спирався на свою легітимність. Він поводився з померлим імператором Юнлі так, ніби той був ще живим, і віддав йому шану на Новий рік за місячним календарем.  Це дозволило йому заручитися підтримкою прихильників Мін, які допомогли йому встановити адміністрацію на Тайвані. Цивільним чиновникам надавався статус, рівний їхнім військовим колегам. Однак нагляд за всіма справами було доручено Чень Юнхуа, офіцеру штабу, і Фен Сіфаню, голові імператорської охорони. Члени сім'ї та офіцери Чжен Цзіна залишалися на вершині організаційної ієрархії.  Вони запровадили програми розвитку ферм, будівництва будинків і храмів і конфуціанської освіти.  Крім розвитку сільського господарства, Чжен Цзін порадив простолюдинам замінити свої трав'яні хатини будинками з дерева та обпаленої черепиці. Він наказав побудувати храми для поклоніння Будді та місцевим фуцзяньським божествам. У 1665—1666 роках було засновано Імператорську академію та конфуціанську святиню. Для відбору талантів для управління справами Тайваню була запроваджена система регулярних іспитів на державну службу.  Школи китайської мови були відкриті як для китайців, так і для корінного населення, щоб подолати голландський вплив. Китайська культурна гегемонія рухалася спільно з територіальною експансією на південь і схід.
За словами поета Шень Ґуанвень, Чжен Цзін розпустив війська і перетворив їх на військові колонії. Шень та інші літератори покинули Чжен Цзіна, коли зрозуміли, що йому не вистачає здатності відвоювати материк і він назавжди оселився на Тайвані. Згідно з одним із віршів Шеня, він часто дивився на захід у пошуках добрих новин з материка, але мусив тікати.  Чжен Цзін виправдовував реформи тим, що через тридцять років Тайвань зможе конкурувати з материковим Китаєм. Під час пізніших переговорів із династією Цін Чжен Цзін називав себе правителем Держави Дуннін. Він хвалився, що йому нема чого заздрити в материковому Китаю і що багато варварів схиляються перед ним.  Чжен Цзін вів переговори з династією Цін про врегулювання управління Тайванем і материковим Китає, але успіху не мав.

#### Сільське господарство
Найбільш актуальною проблемою, з якою зіткнулися сили Чженя після успішного вторгнення на Тайвань, була серйозна нестача продовольства. За оцінками, до вторгнення Чжень населення Тайваню не перевищувало 100 000 осіб. Початкова армія Чжень, їх сім'я та вассали, які оселилися на Тайвані, становили щонайменше 30 000 осіб. Ши Лан стверджував, що на Тайвані під владою голландців було від 20 000 до 30 000 китайців хань. Чжен Ченгун привіз із собою ще 30 000 солдатів та їхніх сімей, тоді як Чжен Цзін привіз на Тайвань ще 6 000 — 7 000 чол. Більшість солдатів стали хліборобами. Половина з них не мали дружин і сімей.
Щоб вирішити проблему нестачі продовольства, Чжен Ченгун запровадив політику туньтянь (військова ферма), згідно з якою солдати працювали фермерами, коли не відбували службу в охоронні. Було докладено всіх зусиль для забезпечення успішного впровадження цієї політики, спрямованої на розвиток Тайваню в самодостатній острів, і було проведено низку земельних і податкових реформ, спрямованих на заохочення розширення та культивування родючих земель для збільшення можливостей виробництва продуктів харчування. Землі, якими володіли голландці, були негайно повернуті та розподілена між близькими особами Чжена та його родичами. Ці землі здавалися в оренду селянам-фермерам, які розвивали інші сільськогосподарські угіддя на півдні.  Щоб заохотити експансію на нові сільськогосподарські угіддя, було веддено різного оподаткування, згідно з яким родюча земля, оподатковувалась за значно нижчою ставкою, ніж земля, відвойована у голландців, яка вважалася «офіційною землею».
За словами Сін Ханга, Чжен Цзін посилав вчителів до різних корінних племен, щоб забезпечити їх знаннями про передові методи землеробства, суворо караючи тих, хто відмовлявся вчитися.  Для навчання аборигенів китайській мові було створено школи. Екстенсивне землеробство поширило населення ханьців до південного краю острова й аж на північ до сучасного Синьчжу. Кілька повстань спалахнули під час правління Чжен через вторгнення ханьців на землі місцевого населення. Під час одного із таких повстань Лю Госюань, що перебував в сучасному повіті Чанхуа, убив кілька сотень чоловік племені Шалу в сучасному Тайчжуні, залишивши в живих лише шістьох. Сусіднє Королівство Міддаг ослабло в протисоянні з Державою Дуннін. Серія серйозних конфліктів з народом Сайсіят призвела до їх повного винищення, а значна частина їх земель була передана під владу династії Чжень.
Чень Юнхуа приписують запровадження нових сільськогосподарських технологій, таких як зберігання води для щорічних посушливих періодів, навмисне вирощування цукрової тростини як товарної культури для торгівлі з європейцями та кооперативне об'єднання для масового рафінування цукру. Острів став більш економічно самодостатнім після того, як Чень запровадив масове сушіння солі шляхом випаровування, утворюючи сіль набагато вищої якості, ніж кам'яні відкладення, які, як було виявлено, дуже рідкісні на Тайвані.
До 1666 року врожаї зерна могли добре хпрогодувати солдатів і цивільних, а плантації цукрової тростини стали прибутковими.  До початку 1684 року, через рік після закінчення правління Чжен, посівні площі на Тайвані досягли 43 699,7 гектарів, що більш ніж утричі перевищує цифру в 12 500 гектарів наприкінці голландської ери в 1660 році.

#### Торгівля
Торгові флоти Чжень продовжували плавати між Японією та країнами Південно-Східної Азії, одержуючи прибуток від торгівлі. За безпечний прохід через Тайванську протоку приватні торговці платили владі Чжень у вигляді подарунків або податків. За Чженів Тайвань тримав монополію на певні товари, такі як цукрова тростина та оленяча шкіра, отримуванні від аборигенів через данину і продавали їх за високу ціну в Японії.  На відміну від Голландської Ост-Індської компанії, в якої 90 відсотків податків були пов'язані з комерційною діяльністю, за династії Чжень більший акцент робився на швидкому зборі урожаю зерна, рису і ямсу. Побори при династії Чжень були фіксованими, що призвело до зниження комерційного потенціалу та зниження додаткових доходів. Однак економіка Тайваню досягла більшої диверсифікації, ніж за голландців, що прагнули тільки прибутків, і вирощували більше видів зерна, овочів, фруктів і морепродуктів. До кінця правління династії Чжень у 1683 році уряд отримував річний прибуток у 4033 кг срібла на Тайвані, що більш ніж на 30 відсотків більше порівняно з 3145,9 кг за правління голландців в 1655 році. Експорт цукру досяг 1194000 кг на рік, перевищивши голландський, який складав 1 032 810 кг у 1658 році. Виробництво оленячої шкіри залишилося таким самим.

### Чжен Цзін

#### Відхід до Тайваню
Після смерті Чжен Ченгуна в 1662 році його спадкоємцем став старший син Чжен Цзін. Але керівна верхівка Тайваню визнали наступником Чжен Мяо, п'ятого сина Чжен Ченгуна. За підтримки командирів Сямень Чжен Цзін прибув на Тайвань у грудні 1662 року та розгромив своїх ворогів. Політична боротьба призвела до того, що деякі послідовники розчарувалися в діях Цзіна та перейшли на бік династії Цін. З вересня 1661 по серпень 1662 близько 290 офіцерів, 4334 солдат і 467 цивільних залишили Тайвань. Троє головних командирів Чжен Ченгуна зв'язалися з владою Цін з наміром перейти на її бік, але Чжен Цзін ув'язнив їх. Втечі з острова тривали, і до 1663 року, коли 3985 чиновників і офіцерів, 40 962 солдатів, 64 230 цивільних осіб і 900 кораблів втекли з підконтрольної на материку території Фуцзянь династії Чжень.  Для боротьби зі зменшенням населення Чжен Цзін сприяв міграції на Тайвань з материка. Між 1665 і 1669 роками велика кількість фуцзяньців переїхала на Тайвань. За кілька років Чжен Цзін на Тайвань приїхало близько 9000 китайців.
Династія Цін запровадила заборону плавання на морі в прибережному Китаї, щоб зморити голодом прихильників династії Чжень. У 1663 році письменник Ся Лінь, який жив у Сяменьї, засвідчив, що чженам не вистачало припасів, і люди зазнавали поневірянь через заборону (хайцзінь). Після того, як прихильники Чжень повністю переселилися з узбережжя Фуцзянь у 1669 році, династія Цін почала послаблювати обмеження на морську торгівлю.  Завдяки забороні, яка призвела міграції на Тайвань. Близько 1000 попередніх чиновників уряду Мін переїхали на Тайвань, рятуючись від переслідувань Цін.
З червня по серпень 1663 року Хуан У з Хайчена та командувач Ши Лан з Тонга настійно закликали цинський двір взяти Сямень і на жовтень планували здійснити атаку. Голландці також бої з кораблями Чжень у Сямень, але не змогли взяти місто. У серпні голландці зв'язалися з владою Цін у Фуцзяні, щоб запропонувати спільну експедицію проти Чжень. Повідомлення надійшло до цінського двору лише 7 січня 1663 року, і на відповідь знадобилося ще чотири місяці. Імператор Сюаньє дав голландцям дозвіл на створення внутрішніх торгових постів, але відхилив пропозицію щодо спільної експедиції. Проте голландці допомогли Цін у морському бою проти флоту Чжень у жовтні 1663 року, що призвело до захоплення баз у Сямень і Кіньмень у листопаді. Чженський адмірал Чжоу Цюаньбінь здався 20 листопада. Решта сил Чжень втекли на південь і повністю евакуювалися з узбережжя материка навесні 1664 року.
У грудні 1664 року цінсько-голландські війська двічі намагалися вторгнутися на Тайвань. В обох випадках адмірал Ши Ланг повертав свої кораблі через несприятливу погоду. Ши Ланг знову спробував атакувати Тайвань у 1666 році, але повернув назад через шторм. Голландці продовжували час від часу атакувати кораблі Чжень, порушуючи торгівлю, і окупували Кілунг до 1668 року, але вони не змогли повернути собі острів. Їхнє місце на морі поступово зайняла Велика Британія. 10 вересня 1670 року представник Британської Ост-Індської компанії підписав торгову угоду з династією Чжень.  Однак торгівля з англійцями була обмежена через монополію Чжень на цукрову тростину та оленячу шкіру, а також через нездатність британців конкурувати з цінами на товари зі Східної Азії. Торгівля династії Чжень підпала під заборону на морі династії Цін протягом усього свого існування. Це обмежувало також торгівлю і для контрабандистів.

#### Мирні переговори
Після того, як війська Чжен Цзіна були викинуті з материка, династія Цін намагалася схилити династія Чжень до переговорів. У 1667 році на Тайвань були надіслані листи для переговорів про приєднання до материкового Китаю. Чжен Цзін відхилив пропозицію. Чжен підкреслив, що Тайвань ніколи не був частиною Китаю і що він бажає встановити відносини з Цін як з іноземною державою. Однак його прибічник Чжа Цзіцзу зазначив у 1669 році, що Чжен Цзін продовжував використовувати календар неіснуючої династії Мін. Він ніколи не відмовлявся від прагнень до влади на материку, а пізніше напав на династію Цін під час Повстання трьох феодаторів, захоплюючи поселення на узбережжі.
Генерал Кун Юаньчжан, який перейшов на бік Цин, особисто відвідав Чжен Цзіна на Тайвані в листопаді 1667 р. Він повернувся в грудні лише з повідомленнями про милостиве ставлення та подарунки дорогоцінних речей. У 1669 році Цин запропонував чженам значну автономію на Тайвані, якщо вони поголять голови та зачісуються в маньчжурському стилі. Чжен Цзін відмовився і наполягав на відносинах з Цин, подібних до Кореї.  Після військового конфлікту з Чжен під час повстання трьох феодалів імператор Сюаньє чітко дав зрозуміти, що він вважає всіх південних фуцзяньців, які живуть на Тайвані, китайцями, на відміну від корейців, і що вони повинні голити голови.

#### Повстання трьох феодалів
У 1670 і 1673 роках війська Чжен захопили притокові судна, що йшли на материк з Рюкю. У 1671 році війська Чжен здійснили набіг на узбережжя Чжецзяна і Фуцзяня. У 1674 році Чжен Цзін скористався повстанням трьох феодальних царств на материку та повернув Сямень і використовував його як торговий центр для фінансування військ для повернення материкового Китаю. Імпортував мечі, зброю, ножі, панцирі, свинець і селітру та інші компоненти для пороху. Чжен уклав союз із повстанським феодалом Ген Цзінчжуном у Фуцзяні, але невдовзі через особистий конфлікт розірвали відносини. Чжен захопив Цюаньчжоу і Чжанчжоу в 1674 році. У 1675 році командир Чаочжоу, Лю Цзінчжун, перейшов на сторону Чжен. Після того, як Ген та інші повстанці здалися Цін у 1676 і 1677 роках, цінці зосередилися на боротьбі з чженами. Цюаньчжоу було втрачено 12 березня 1677 року, а потім Чжанчжоу та Хайчен 5 квітня. Сили Чжен контратакували та відбили Хайчен у серпні. Військово-морські сили Чжен блокували Цюаньчжоу і спробували повернути місто в серпні 1678 року, але вони були змушені відступити в жовтні, коли прибуло підкріплення Цін. Сили Чжен зазнали великих втрат у битві в січні 1679 року.
6 березня 1680 року цінський флот на чолі з адміралом Ван Чженсе виступив проти військово-морських сил Чжен поблизу Цюаньчжоу і 20 березня завдав їм поразки за допомогою наземної артилерії. Раптовий відступ військово-морських сил Чжен викликав широку паніку на суші, і багато командирів та солдатів Чжен перейшли на бік Цін. Сямень був залишений. 10 квітня війна Чжен Цзіна на материку підійшла до кінця.
Чжен Цзін помер на початку 1681 року.

### Кінець правління Чженів

#### Ши Ланг
Адмірал Ши Ланг був головним воєначальником за династії Цін у захоплені Тайваню. Він народився в Цзіньцзян, Фуцзянь, у 1621 році і став солдатом на службі Чжен Чжилона у віці 17 років. Будучи вірним воїном в Ши трапився конфлікт спочатку Чжен Ченгуном, а пізніше з іншим командиром, Чень Бінем. Ши також не погоджувався з Ченгуном у стратегічних питаннях. Він навіть погрожував піти у ченці, що дратувало Ченгуна. Зрештою Ченгун ув'язнив Ши за критику його влади, яку він називав піратською. Один з його родичів допоміг йому втекти з в'язниці. Ченгун послав за ним убивцю, але замах не вдався. Ченгун стратив батька і брата Ши в 1651 році, в результаті чого Ши перейшов на бік Цін.
Ши було наказано слідувати за Ґен Цзімао та заспокоїти вірних династії Мін у Гуандуні та Гуансі у 1655 році. Ши призначили також керувати штурмом фортеці Чжен, за пропозицією іншого командувача, Хуан Ву, який також втік від чженів. Успішна атака призвела до капітуляції Чень Біня та страти 500 полонених чженців. У 1658 році Ши був призначений заступником командувача Тонга. Він продовжував брати участь у походах проти чженів. Ши передав Пекіну вивідану інформацію про внутрішній конфлікт між Ченгуном і його сином.
Коли цінці створили військово-морські сили в Фуцзяні в 1662 році, то призначили Ши Ланга командувачем. Хуан і Ши виступали за більш агресивні дії проти чженів, а не тільки виселення населення з узбережжя. 15 травня 1663 року Ши атакував флот чженів і зумів захопити 24 офіцери, 5 кораблів і вбити понад 200 солдатів. Ши планував напасти на Сямень 19 вересня, але цінці вирішили відкласти штурм до прибуття підкріплення голландського флоту. З 18 по 20 листопада голландці вели морські битви проти чженів, а Ши в той час захопив Сямень. У 1664 році Ши зібрав флот з 240 кораблів і разом з 16 500 солдатами переслідував решту війська чженів на південь. Їм не вдалося захопити останню фортецю чженів через відхід голландського флоту. Однак після відступу командувача чженів Чжоу Цюаньбіня Чжен Цзін навесні 1664 року вирішив повністю перебазуватися на острів.
Ши не задовольнявся лише поразкою сил чженів на материку. Він запропонував цінському двору вторгнення на Пенху і Тайвань. У листопаді 1664 року флот під командуванням Ши відплив з цією метою, але шторм повернув його назад. Він спробував ще раз у травні 1665 року, але вітру було занадто мало, щоб кораблі могли пливти, а через кілька днів вітри змінили напрямок і змусили його повернутися назад. Ще одна невдала спроба була зроблена в червні, коли їх зустрів сильний шторм, потопивши кілька невеликих кораблів і пошкодивши щогли кількох інших кораблів. Флагман Ши відкинуло до узбережжя Гуандун 30 червня. У 1666 році цінці скасували експедицію.

#### Підготовка до вторгнення
Ши Лангу було доручено організувати необхідну кількість кораблів, ескорт і провізію для мирної місії на Тайвань, але він не вірив, що Чжен Цзін прийме умови договору цінців. 7 січня 1668 року він прибув до Пекіна та попередив, що якщо чжени збільшать свою військову присутність, то становитимуть серйозну небезпеку. Ши детально описав свої плани вторгнення на Тайвань лише з 20 000 чоловік і 170 бойовими кораблями. Він вимагав побудови 10 нових бойових кораблів і 20 транспортних засобів. Ланг стверджував, що захопивши Тайвань, численні гарнізони вздовж берегової лінії материка стануть непотрібними, що зменшить витрати на оборону.
Після того, як Кун Юаньчжан повернувся зі своєї невдалої мирної місії на Тайвані в 1667 році, він звинуватив Ши в змові з Чжен Цзіном. Ши був відкликаний з Фуцзяня, а його офіцери та солдати були переведені у внутрішні провінції. Деякі з них втекли назад до чженів. Військово-морські сили Фуцзяня були розформовані, а Ши отримав незначну посаду одного з шести великих гвардійців імператора. Ши був не єдиним, хто запропонував більш агресивні дії проти Тайваню. 14 серпня 1668 р. чиновник Чжецзяна Ши Вейці рекомендував запровадити економічну блокаду Тайваню, яку цінці відхилили.
Військово-морський флот Фуцзяня був відновлений під керівництвом Ван Чжідіна 9 січня 1679 року, але Ван полишив цю справу через кілька місяців і визнав, що не підходить для виконання місії по захопленню Тайваня. Ван Чженсе, який втік від чженів у 1663 році, замінив Чжідіна в травні. Чженсе був проти вторгнення на Тайвань і був переконаний, що така спроба закінчиться провалом. Відсутність впевненості Вана засмутила імператора Сюаньє. У 1681 році вчений-неоконфуціанець Лі Ґуанді рекомендував Ши Ланга поставити на чолі армії вторгнення. 10 вересня 1681 року Ши був повторно призначений воєначальником флоту Фуцзяня. Йому було 61 рік.
План адмірала Ши полягав у тому, щоб спочатку взяти Пенгу, а потім використовувати його як базу для розгортання подальших операцій. Якби Чжен не здався, Пенху був би використаний як база для вторгнення цінів на Тайвань. Генерал-губернатор Яо Цішен не погодився з планом Ши захопити тільки одну Пенху і запропонував одночасну атаку на Тамсуй і Пенху. Ши вважав цю пропозицію нереалістичною, і попросив надати йому повний контроль над усіма силами вторгнення. Сюаньє відхилив його прохання.
На Тайвані невдовзі після смерті Чжен Цзіна стався переворот. Його позашлюбний син, Чжен Кешуан, убив свого брата Чжен Кецзана і зохопив влдау за підтримки міністра Фен Сіфаня. Політичні потрясіння, високі податки, епідемія на півночі, велика пожежа, яка спричинила знищення більше тисячі будинків спонукали все більше прибічників чженів перейти на сторону цінів. Заступник командувача чженів Лю Бінчжун здався зі своїми кораблями та людьми на Пенху.

#### Цінське вторгнення
Наказ від імператора Сюаньє про вторгнення на Тайвань надійшов до Яо Цішен і Ши Ланга 6 червня 1682 року. Флот вторгнення натрапив на несприятливий вітер і був змушений повернути назад. Яо запропонував відкласти вторгнення на п'ять місяців, щоб дочекатися сприятливих вітрів у листопаді. Але за цей час виник конфлікт між Яо і Ши, який призвів до усунення Яо від командування в листопаді.
18 листопада 1682 року Ши Ланга призначили верховним головнокомандувачем, а Яо відповідав за логістику. На початку грудня отримали припаси для 21 000 солдатів Ши, а також 70 великих військових кораблів, 103 корабля постачання та 65 двощоглових суден. Кораблі розвідки були відправлені на Пенгу. Дві спроби відплисти на Пенгу в лютому 1683 року зазнали невдачі через змін напрямків вітрів.
Флот Ши з 238 кораблями і понад 21 000 солдатів відплив 8 липня 1683 року. Лю Госюань, командувач 30 000 солдатів на острові Пенгу думав, що Ши знов розверне флот назад. Наступного дня флот Ши був помічений біля невеликих островів на північний захід від Пенгу. Цінські сили зустріли 200 кораблів чженів. Після перестрілки цінці відступити. Цінський авангард на чолі з адміралом Лань Лі забезпечував вогонь для відступу. Під час бою Ши отримав поранення в праве око, а Лан — у живіт. Чжени також зазнала великих втрат, через що Лю не бажав переслідувати розбитих цінців. Він повідомив про «велику перемогу» на Тайвань.
11 липня Ши перегрупував свої ескадрильї та запросив підкріплення з Бачжао. 16 липня прибуло підкріплення у вигляді великих кораблів. Ши розділив головну ударну силу на вісім ескадр по сім кораблів, причому сам очолював ту, що посередині. Дві флотилії з 50 невеликих кораблів пливли в двох різних напрямках. Решта суден служила тиловим підкріпленням.
Битва відбулася в бухті Магонг. Гарнізон чженів обстріляв цинські кораблі, а потім відплив із гавані з приблизно 100 кораблями назустріч цінським силам. Ши зосереджував весь вогонь на одному великому ворожому кораблю, поки всі бойові кораблі чженів не були потоплені до кінця 17 липня. Лю втік до Тайваню з десятками малих суден. Загинуло приблизно 12 000 чоловіків. Почувши про втечу Лю, командири гарнізону здалися. Цінці захопили Пенху 18 липня.

#### Захоплення Тайваню
Генерал Хе Ю, головнокомандувач північного Тайваню, зв'язався з Ши Лангом з наміром здатися. Дун Тенг, командир флоту чженів, зробив те саме. Після поразки біля Пенху Лю Госюань виступив за капітуляцію та переконав уряд чженів надіслати мирну місію до Пенху. 26 серпня 1683 року 13-річний правитель Чжен Кешуан попросив Чжен Десяо скласти акт про капітуляцію. Перший такий акт було відхилено через те, що в ньому вимагали надати дозвіл Чжен Кешуану залишитися на Тайвані. Другий акт з умовами беззастережної капітуляції надійшов до Пенху 5 вересня.
Війська Ши Ланга прибули на Тайвань 5 жовтня 1683 року для спостереження за капітуляцією. Ніхто не був страчений, і капітуляція пройшла мирно. Чжен Кешуан та інші лідери поголили голови в маньчжурському стилі. Деякі прихильники династії Мін відмовилися і обрали смерть, хоча більшість погодилася на капітуляцію. Використання календаря мінів, якого чжени дотримувалися протягом 38 років, було скасовано. Було оголошено трирічне звільнення від податків для всіх місцевих жителів.
Чжен Кешуан був доставлений до Пекіна, де цінський імператор подарував йому титул правителя Ханьцзюня (漢軍公); разом із родиною та офіцерами він був включений до військової системи цінців. Цінці відправили 17 князів династії Мін, які все ще жили на Тайвані, назад на материковий Китай, де вони провели решту свого життя.